# スーパードンキーコング2
『スーパードンキーコング2 ディクシー&ディディー』（スーパードンキーコングツー ディクシー アンド ディディー、SUPER DONKEY KONG 2、英題: Donkey Kong Country 2: Diddy's Kong Quest）は、イギリスのレアが開発し、日本では1995年11月21日に任天堂より発売されたスーパーファミコン用横スクロールアクションゲーム。『スーパードンキーコングシリーズ』の第2作目。主人公のディディーコングとディクシーコングを操作し、キャプテンクルールに攫われたドンキーコングを救出するためにクレムリン島を攻略する。
2004年には副題が付かない『スーパードンキーコング2』（スーパードンキーコングツー）としてゲームボーイアドバンスに移植された。スーパーファミコン版はバーチャルコンソール対応ソフトとして2007年にWii、2014年にWii U、2016年にNewニンテンドー3DS、2020年にNintendo Switchの『スーパーファミコン Nintendo Classics』にて配信された。
本稿では、本作をイメージして製作されたゲームボーイ用ソフト『ドンキーコングランド』（英題: Donkey Kong Land 2）についても扱う。

## 概要
前作に比べギミックの要素の増加や、グラフィックの進歩などが見られる。また前作では「おまけ程度」だったやりこみ要素が練りこまれ、エンディング以降もクレムコイン集めやロストワールドでの腕試し、DKコインを集めて真のゲームヒーローを目指すなどの要素がある。スーパーファミコン用ソフトの国内売上第9位の記録を持つ。
スタッフは前作に続きゲーム・デザインはグレッグ・メイレス、プログラムはクリス・サザーランド、音楽はデビッド・ワイズが担当している。
本作は世界において1995年に発売されたゲームソフトの中で売り上げ本数2位となった他、スーパーファミコン用ソフトとして6番目のベストセラーゲームとなった。日本においてはゲーム誌『ファミ通』の「クロスレビュー」にてゴールド殿堂を獲得するなど高評価を得た。
このゲームには、コピーガードが致されており、コピー品だと「ビデオゲームのコピーは法律で禁じられています。」というメッセージが表示され、プレイできない。ただしごく稀に正規品でも接触不良などによる不具合で表示されることがある。

## ゲーム内容

### ゲームモード
SFC版には3つのモードが存在しており、細かいルールがそれぞれ違う。後述の裏技を使えばさらに2つのモードが追加される。
1人用 (One player)
プレイヤー数は1人で、コースを進めていき最終クリアを目指す。
2人対戦 (Two players contest)
プレイヤー数は2人で、赤チーム（服の色はディディーが赤、ディクシーがピンク）と青チーム（服の色はディディーが青、ディクシーが紫）に分かれる。それぞれが独自に攻略していき、どちらが先に最終クリアができるかを競う。セーブもそれぞれ別々に行われる。
2人協力 (Two players team)
プレイヤー数は2人で、プレイヤー1がディディーを、プレイヤー2がディクシーを操作する。ステージ途中で入れ代わったり相棒がやられたりした場合は、もう片方が交代でキャラを操作する仕様となり、それらを上手く行い協力しながらステージやデータなどを攻略する。
サウンドテスト(Sound test)
左右で好きな曲を聴くことができる。 データ製作時のプレイ形態選択で下キーを押し続けると、ゲーム中のBGMを聞くことができるサウンドテストモードが出現する。キャプテンクルール戦勝利後に、クランキーコングがこの隠し要素について言及している。
チートコード(Cheat cord)
ボタン入力で様々な効果がある。サウンドテストモードからさらに十字キーを連続で押すと、「Cheat Mode」というモードが表示される。そこで特定のコマンドを入力すると初期ライフが50になったり、DKバレルが無くなる代わりに常にコングが2人いるモードでプレイできる。

### システム
基本は横スクロールのアクションゲーム。待ち受ける敵を倒したり避けたりしながら、コースの最後にある「ゴールターゲット」を踏めばコースクリアになる。そしてボスステージではボスを倒すとコースクリアになる。コースを攻略する順番は基本的に決められているが、過去にクリアしたコースはもう一度遊ぶことも可能。
敵は上からジャンプで踏みつけたり、横からYボタンを押して体当たり（ローリングアタック、ポニーテールスピンなど）したり、タルを投げつけることで攻撃できる。敵に横/下方向から敵に触れたり攻撃を受けた場合・壁に挟まった場合・特定の地形に接触した場合はダメージを受け、コングが2匹いる場合はもう片方のキャラに自動的に交代する。コングが1匹のみの場合はミスとなり、残機が1減る。谷底に落ちるとコングが2匹揃っていても一発でミスとなる。残機が0の状態でミスをするとゲームオーバーとなってタイトル画面に戻り、再開は前回のセーブした箇所からとなる。
コングには性能差があり、ディディーは動きは俊敏で特にローリングアタックの速度が速い。一方ディクシーはポニーテールによるホバリング（空中移動）が特徴で、棘や溶岩といったステージを大幅に回避出来る。2匹揃っている場合はコングを担ぎ上げる「チームアップ」ができ、上方や前方に投げれば着地したコングの場所に投げた側のコングも自動的に移動するため、ジャンプでは届かない場所も辿り着ける。更に投げつけることで、ローリングアタックやジャンプの効かない敵も倒せる。
コースによっては味方キャラ（アニマルフレンド）がいる場合があり、上に乗るとアニマルフレンドを操作できる。乗っている間は操作方法もアニマルフレンドのものに変更され、それぞれ独自の能力を活用して攻略することができる。今作ではコングたちがアニマルフレンドに直接変身して進む場面があり、変身時はアニマルフレンドを単独で操作することになる。変身中は相棒のコングがいれば画面左下にアニマルフレンドのマークが表示され、これが無いときにダメージを受けるとミスとなる。

### マップ画面
このゲームには「全体マップ」と「ワールド内マップ」の2種類のマップ画面があり、全40以上あるコースはおおむね5 - 6コースをひとまとめにした「ワールド」で区切られている。各ワールドの最終ステージはボスと対決するコースとなっており、倒すことで次のワールドに進める。それぞれのワールド内には、コングファミリーの施設も個別に設置されており、ワールド内の攻略具合に応じて利用できるようになる。
クリア済みのコースやワールドにも自由にを訪問できるが一方通行であり、「全体マップからワールド内マップに入る」ことは自由にできる反面、「ワールド内マップから全体マップに出る（=ワールド間を移動する）」には「ファンキーフライトIIを利用する」「ボスを倒す」のどちらかが必要になる。
マップ上のワールドやコースには顔のアイコンが表示されており、クレムリンの顔が描かれている場合は、新しいステージもしくはまだクリアがしていないことになる。コングの顔が描かれている場合はクリアしたことになる。コングファミリーの施設には、そのコングの顔のアイコンが常時表示される。ボスステージの場合はクリアしなければ専用の顔が表示される。
ロストワールドは各ワールドに1つずつ存在し、クリアしてもクレムリンのアイコンは残ったままとなるが、代わりにロストワールドに入ると、そのステージの中で表示されているコースのアイコンはコングに代わる。各コースに1枚ずつ置かれているDKコインを取るとクリア後にコース名の右端にDKマークが表示され、ワールド内のコースのDKを全て手に入れるとそのワールド名の右端にDKマークが表示される。

### 画面表示
前作同様、残機数や集めたアイテムの数は画面に常に表示されない。残機数やバナナ数は、コース開始時・増減時に数秒間だけ表示される。普段はゲーム画面にしか表示されないため、プレイヤーの意思で任意に残機数を確認することはできない。『ドンキーコングランド』では残機数のみハートマークで常に表示されている。

### ボーナスステージ
コース内の数か所に、隠し部屋（ボーナスステージ）の入り口が隠されている。
ボーナスステージの入り方は次の通り。
- どこかに最初から開いている入り口に入る。
- タルまたはランビやエンガードを使って特定の壁を壊し、出現した穴に入る。
- ボーナスバレルに入る。
- 大砲に弾を入れたあと、その大砲に入る（弾を持ったまま大砲に飛び込んでもよい）。

ボーナスステージは3つタイプあり、どのタイプかは入ってみないと分からない。制限時間内にステージ内部に出現するクレムコインを手に入れればクリアとなる。また、一部のボーナスステージはメインのステージと異なる風景になっており、挑戦したことのないコースの風景であればその地形を予習することもできる。
コインをさがせ!
クレムコインがステージ内のどこかに最初から出現している。場合によっては複数の宝箱の中の1つに入っていたり、宝箱を敵に何度もぶつけて壊さなければならない場合もある。
ほしをあつめろ!
ステージ内にある星を指定された数以上集めるとクレムコインが出現する。一部の例外を除けば、全て集めなければならない。
みんな やっつけろ!
ステージ内にいる敵を全て倒すとクレムコインが出現する。一部の例外（倒せない敵がいる場合など）を除けば、全て倒さなければならない。
今作からのボーナスステージは、これらのミニゲームをクリアしてコインを取らなければ、ファイルセレクト画面で表示される「達成率」には加算されない。前作と同じく、全てのボーナスステージをクリアしたコース名には、末尾に「!」マークが付く。なお、クレムコインを全て入手すると全コースを解禁できる隠しワールド「ロストワールド」のボーナスステージは、既にクレムコインが不要になった状態であるため他と異なり、クレムコインの代わりにDKコインが賞品になっている。

## ストーリー
前作の主人公であるドンキーコングはある夜、1人でビーチへ散歩に出かけた。しかしドンキーは翌朝になっても戻って来ず、相棒のディディーコングがビーチへ行ってみるとそこには壊されたビーチチェアと無数の足跡が残されていた。その荒らされた跡には「ドジで間抜けなドンキーコングは捕まえた。返して欲しけりゃバナナをよこせ。ワッハッハッ キャプテンクルールより」と書かれた置き手紙もあった。ドンキーがクレムリン軍団にさらわれことを知ったコングたちは話し合いをした結果、ディディーとガールフレンドのディクシーコングがドンキーを助けに行くことに決定。ディディーとディクシーはさらわれたドンキーコングを助けにクレムリン島に乗り込む。

## 登場キャラクター
作中の声はディディーを除き、全て開発スタッフのケヴィン・ベイリスが担当。

### 使用可能キャラクター
ディディーコング
クモザル。今作の主役。今作から服に星のマークが入り、公式イラストでは帽子に任天堂のロゴも入っているほか、やられた時の声も低くなっている。ローリングアタックを中心に素早いアクションが得意。続編のディンキーコング同様、タルなどを持った際は身体の前で抱えるため、当たり判定はほぼ手前になる。素早く直線的に投げるため目の前の標的に当てやすいが、離れたところに投げるには工夫が必要になる。待機モーションではお手玉をする。コースクリア時はどこからかラジカセを取り出し、DJさながらにサングラスをかけてヒップホップ風の曲を唄う。前作同様だが、本作では敵に負けたりチームアップで投げ付けられたりすると目を回し、頭を摩る。
ディクシーコング
ゴリラ。ディディーのガールフレンド。今作にて初登場。ポニーテールを使った攻撃を得意とし、ゆっくりと降下することも可能である。機動力やパワーなどの性能は素早いもののディディーには劣る。タルなどを持った際は頭上に掲げるため、離れたところに投擲しやすく上にいる敵などにも当てられる。る。一方で、投げる時は若干の隙が生じるのに加え、やや放物線状に飛んで行く。待機アクションではドリンクを飲むか、風船ガムを噛んで膨らませる。コースクリア時はエレキギターを取り出して演奏する。本作と続編では敵に負けたりチームアップで投げ付けられたりすると両手で両目を覆いメソメソ泣く姿を見せる。

### コングファミリー
ファンキーコング
常にサーフボードに乗って宙に浮いている。ファンキーバレルをレンタルしている。初回訪問時には「長い間ハワイに行っていたため、やや日本語が下手になってしまった」と語る。各ワールド初回のレンタルにはバナナコインが2枚必要。
クランキーコング
ボーナスステージに関するヒントを教えてくれる。今作では両手に杖を持った状態で登場しており、少々ご立腹の様子。ヒントはそれぞれ初回のみバナナコインが必要。何かボタンを押さずに放っておくと長話をはじめる。ラストボスを倒した後は、隠し要素に関する解説者としても登場する。
リンクリーコング
クランキーの妻で小学校の先生。各種テクニックやボス攻略のヒントを教えてくれるが初回のみコインを取られる。セーブにはバナナコインが1枚必要。キャプテンクルールも自身の生徒だったらしく、「クルールちゃん」と呼んでいる。
スワンキーコング
クイズショー司会者。バナナコインを払って挑戦し、全問正解するとライフバルーンがもらえる。歯がとても白いのが自慢。話し振りはとても明るいが、言動からはシビアな性格も見え隠れしている。
キャンディーコング
GBA版のみ登場し、スワンキーのクイズショーにてドレス姿で現れる。また、エンディングでも違う服を着て登場している。リンクリーの宿題で、彼女の写真がない。
ドンキーコング
今作ではクレムリン軍団にさらわれた。今作からはネクタイに「DK」マークが入っている。ディディーたちと一度再会してからキャプテンクルールとの最終決戦まで、ロープに縛り付けられた状態で喚き声を上げていたが、最終的に自ら縄を千切りクルールにとどめを刺した。

### アニマルフレンド
今作からは乗るだけでなくコングたちが変身することも可能。コースに登場するものは8種類。
ランビ
サイ。力を蓄えることでスーパーダッシュ攻撃ができるようになり、ボーナスステージに入るためにはスーパーダッシュが必要である。突進や踏みつけだけでほとんどの敵を倒せる。
エンガード
カジキ。スーパーダッシュ攻撃ができるようになった。またエンガードのまま陸を進む場面もあるがダッシュやスーパーダッシュで這うようにして進む必要がある。
スコークス
オウム。本作ではコングたちを足に掴まらせるほど体格が大きくなり、空中を飛びながら口から卵を吐いて攻撃もできる。途中では降りられず、ダメージを受けた場合コングが直接ダメージを受ける。本物と変身した時とで性能が異なり、本物は地面側の茨でダメージを受けずタマゴの連射も速い。変身時は移動速度に優れるが、タマゴの連射が本物より遅い。
コークス
スコークスの色違い（紫）。卵は吐けず、コングたちが掴まるとゆっくり下に落ちていく。一定の場所まで来ると自動的に降ろされるが途中で自発的に降りることも可能。
スクイッター
クモ。口から蜘蛛の糸を吐く。蜘蛛の糸は攻撃用と足場用とがあり使い分けが必要となる。発射した蜘蛛の糸は十字キーで軌道を上下に調節できる。足場は一定時間の経過で消滅するが、3つ以上足場を作ると、その場で古い物から順に消える。
ラトリー
ヘビ。ジャンプ力が非常に高いほか、ランビと同じくジンガーを倒すことも可能。力を蓄えればスーパージャンプも可能であり、他にもジャンプせずに足場から落ちた場合1度だけ空中でジャンプでき、テクニック次第ではスーパージャンプより高く跳べる二段ジャンプも可能。性能や役割は前作のウィンキーに準ずる。
クラッパー
アザラシ。背中を踏むと口から冷気を出し、水を凍らしたり熱湯を冷ます（直後に必ず3回手拍子を行う）。効果は一定時間だが、何度でも利用可能。エンガードに乗っている場合は触れるだけでよい。その場から移動しないため、乗ることはできず、コング自身が変身することもない。
グリマー
アンコウ。頭の先に付いた提灯で暗い水中を明るく照らす。GB版には登場しない。
エクスプレッソ
ダチョウ。SFC版には登場せずGBA版のミニゲームで他のダチョウたちとレースをしている。本作ではクランキーが飼い始めたペットという設定。公式サイトではアニマルフレンドと紹介されているが、エンディングのキャスト紹介ではコングファミリーのコーナーに登場している。

### クレムリン軍団
前作同様ほぼ全員ワニで構成。今作ではほとんどのメンバーが海賊の格好をしている（☆印はGB版には登場しない）。
クロンプ
二足歩行を行う緑色のワニ。決まった範囲をうろついている。全身傷だらけで片足にバットのような義足を付けており歩行速度は遅い。
カボイング
バネ付きの義足を付けたワニ。色によって動きの特徴が異なり茶色は常時ジャンプ、青緑色は大ジャンプ移動、緑色は待機していて近づくと大ジャンプしてくる。
クランポン
四足歩行のワニ。猿が大好物。大きな口と鋭い牙で、横方向からの直接攻撃を返り討ちにする。前作のクラップトラップの兄である。
クランチャ
バンダナを付けた大柄なワニ。筋骨隆々の風貌をしているが性質は攻撃的で、踏んだりぶつかると弾き返され雄叫びを上げながら怒って一定時間赤く変色する。変色中は動きが素早くなるほか、接触すると踏み付けでさえダメージを受ける。色によって動き方がやや異なり、水色は同じ場所を往復、ピンク色は一直線に歩いてくる。
クリンガー
バンダナを付けたオレンジ色のワニ。ロープなどを一定の所まで上ってから、滑り降りてくる。口にサバイバルナイフをくわえている。
キャノン
海賊帽を被った大柄なワニ。手に持った大砲から砲弾を放つ。出す弾はタルか鉄球のどちらかで飛び道具で弾くことが可能。タルの場合は踏みつけることができ、鉄球は真下に発射する場合もある。踏みつけだけでも倒せ、大砲から砲弾が出ていない時や出た直後なら横方向からも倒せる。ステージによっては彼の協力がないとボーナスステージを開けたり、DKコインを入手できない。
クルーク
袖が長いコートを着ているワニ。両手が無く義手代わりのフックを投げてくる。2つを同時に飛ばすことは無いが、フックはブーメランのように戻ってくる。フックは飛び道具で弾き返せる。基本的にその場を動かないが、コングに合わせて方向転換をするものもいる。
クロバー
ピアスを付けた緑色のワニ。普段はタルに入っているが近づくと顔を出し、コングたちを追いかけながら体当たりをしかけ、激突すると弾き飛ばされる。茨などのトゲを踏むと自滅する。踏むとタルにひっこみ、そのままタルとして使える。
バナナクロバー☆
黄色いクロバー。弾き飛ばされると手持ちのバナナを10本落とす。バナナの束が点滅中であれば取り返せる。
キラークロバー☆
黒いクロバー。弾き飛ばされると残機を1つ落とす。1UPバルーンを取ることで取り返せる。
ボムクロバー (SFC)、カブーン (GBA)☆
赤いクロバー。タルがTNTバレルのため接触すると爆発してダメージとなる。踏みつけるとTNTバレルとして使用可能。タルに書かれている「N」の字が反転している。
カットラス☆
海賊帽を被った小柄なワニ。名前の通り、両手にカットラスを持ちながら一定範囲を巡回している。コングを見つけると突進して剣を振り下ろすが、地面に突き刺さった剣を引き抜くまでしばらく動けなくなる。
クローク☆
コートの中に目だけを覗かせたクレムリンの幽霊。宙に浮き笑い声をあげながらあらゆる物を投げつける。手持ちを投げ終えて降下していく者、逃げるように見せかけて別の場所にボーナスステージ進入に必要なアイテムを置いていく者もいる。
クランク
ローラーコースターに乗っている。コングたちの前方を走り、タルを投げたりレースに参加したりする。コースターごとジャンプすることで踏み付けて倒せる。一定のスピードが出ていない状態で横からぶつかった場合、ダメージは受けずバナナが手に入る。
カックル☆
バンダナを付けた巨大なクレムリンの白骨体の幽霊。ローラーコースターの骸骨ゲートを通過すると、次のゲートに入るまで制限時間付きで追ってくる。時間切れの際に笑い声をあげながらダメージを与えてくるが倒すことはできない。
クロコヘッド
緑色のワニ。ダメージは受けず敵というより仕掛けに近い。沼やマグマに頭だけを出して浮かんでいる。常時浮かんでいる者、浮き沈みを繰り返す者、クロコバレルに触れることで顔を出す者がいる。
ジャンピングクロコヘッド
茶色のワニ。沼やマグマに頭だけを出して浮かんでいる。上に乗ると口が開いて強制的に大ジャンプさせられる。
クラッバ
筋骨逞しい大柄な緑色のワニ。自称「喧嘩は強いがお金に弱い、通せんぼワニ」。全部で5か所ある見張り小屋にそれぞれ1匹ずつおり、トゲ付き棍棒「イボイボバット」を持ってロストワールドに通じている黄金のタルを守っている。非常に態度が大きいがクレムコインが何より大好きでクレムコイン15枚を渡すと途端に低姿勢になり道を開ける。GBA版ではバナナコイン5枚でミニゲームができるため、クレムコイン以外も好きな模様。

### 通常の敵
元からクレムリン島に住んでいる敵。正式なクレムリンではないが、協力して攻撃してくることも多い（☆印はGB版には登場しない）。

#### 地上
ニーク
ネズミ。鳴き声を上げながら移動している。大柄なため当たり判定が大きい。
スパイニー
ヤマアラシ。背中に針があるので踏みつけや後方からの攻撃を無効化するが、正面には針がない。ゲーム中盤から登場しクランポンとペアで登場することが多い。
ビートル
甲虫。通常は踏みつけるとひっくり返り、持ち上げて武器として使えるが、放っておいたり敵に命中しないと復活し動きが素早くなる。
ネコのナインテール☆
名前の通り9本の尻尾がある青紫色のネコ。普段は座っていて顔を洗う仕草をとるが、近づくと体を回転させながら近づいてくる。回転中に横からぶつかるとダメージを受け、踏みつけた場合は尻尾に絡みつかせて放り投げる。放り投げるか一定時間回転すると、目を回して再び座り込む。

#### 空中
ジンガー
ハチ。全身にトゲがあるため直接攻撃は無効。本作の個体は黄色と赤のみ登場。黄は飛び道具やアニマルフレンドで倒せるが、赤は無敵で一切の攻撃を受け付けず倒すことは不可能。
フリッター
トンボ。一直線に空中を飛ぶものや一定の範囲を飛び回っているもの、その場で滞空するものがいる。
ゾッキー
ハゲワシ。一定の場所で待機しており、近づくと声を上げながら緩やかな曲線を描き高速で突っ込んでくる。ダークレムのボス戦では色が青く半透明な「おばけゾッキー」が登場する。
スクリーチ
カラス。「スクリーチレース」にのみ登場。スコークスをライバル視しレースを挑んでくる。攻撃することはないが負けると強制的にミスとなる。当たり判定がなく、全てのキャラクターをすり抜けていく。ゴール近くになると急激にスピードを上げる、スコークスが先にゴールするとそれ以上追いかけてこなくなる。

#### 水中
フロートサム
エイ。青は水中を一直線に泳ぎ、緑は一定の場所を往復する。
シュリ
ヒトデ。回転しながら泳ぐ。オレンジ色は壁に反射しながら泳ぎ、ピンク色はコングが近づくと回転した後一直線に向かってくる。
パフタップ
ハリセンボン。膨らみと萎みを繰り返しているものと、近づくと膨らみ破裂して針を飛ばしてくるものとがいる。破裂するタイプには青と緑が登場。青は針を上下左右に飛ばし、緑は針を斜め4方向に飛ばす。
ロックジョー
ピラニア。近づくと動きを止め、2-4回歯を鳴らした後に突っ込んでくる。ピンク色で無敵の「スナップジョー☆」も登場する。

### ボス
ボス ゾッキー
バッドクルールのボス。海賊帽を被った巨大なゾッキーの親玉。体当たりと卵投げで攻撃する。卵は地面に落ちたものなら投げ返せる。HPが半分になると巣に体当たりして多くの卵を落としてくる。
クリーバー
クロコドームのボス。非常に大きな生きたサーベル。体当たりで切りつけたり火の玉を飛ばす。溶岩の中から手が出てドクロの顔をした剣を握っているが、剣そのものも生きているため一度倒してもその場で復活し、溶岩の手を離れてクリーバー単体で襲ってくる。GBA版ではクロコブルグのボスステージにも登場する。
グラッバ☆
クレムクエイのボス。クラッバの色違い。軟弱な地面を利用して大ジャンプの着地による地震を起こすほか、長い棍棒で殴りつけてくる。コングはTNTバレルを投げつけて反撃できるが、TNTバレルを持った状態で近づいたりグラッバのジャンプ攻撃中に投げつけるとTNTバレルを叩き壊してくる。TNTバレルを3回ぶつけると低いジャンプによる踏みつけ攻撃を仕掛けてくる。
キングB
クレムランドのボス。「ランビといっしょ」のコース後半で襲い掛かりその後ボスステージで対決する。対決時はコングはスコークスに変身する。巨体であるが尻の針にしかダメージが通らない。ステージを往復している間、2回ダメージを与える度に一定時間赤く変色して無敵状態になり、8方向に針を飛ばしてくる。ある程度ダメージを与えるとジンガーと同じサイズになるが赤色のため攻撃が通らず、その間は4匹のジンガーを盾にしながらこちらを追ってくる。護衛のジンガーを全滅させると体色が黄色になり、攻撃が通じるようになる。
おばけボス ゾッキー
ダークレムのボス。ボスゾッキーがおばけとなって復活したもの。ゾッキーおよび多数のおばけゾッキーを配下にしており、おばけゾッキーに混じっている通常のゾッキーを倒すとタルが出てくる。ダメージを与える度に上層へ逃げるが、ロープで上まで登って追いかける途中にもタマゴを使った激しい妨害を仕掛けてくる。
ケロゾーン
クロコブルグのボス。GBA版のみ登場。巨大な体の赤いワニで、2体のクリーバーを呼び出す・炎を吐く・腕で押し潰す3種類の攻撃をする。大砲の弾を頭にぶつけてダメージを与える。初回時のみ冒頭でキャプテンクルールが登場、こちらを挑発する台詞を残し去っていく。
キャプテンクルール
クレムリン軍団の親玉でドンキーを攫った黒幕で本作最終ボス。実は前作『1』最終ボスのキングクルールと同一の鰐で本作では海賊になり『キャプテンクルール』と名乗る。『大乱闘スマッシュブラザーズX』のフィギュア名鑑のキングクルールの説明文に「キャプテンクルールは彼の兄」と表記されているが、開発者のグレッグ・メイレスはこの説を否定し、同じ鰐であると答えている。
クロコブルグで捕らえたドンキーを戦艦デビルクルールに連れ飛び立とうとするが、その前にディディーとディクシーが乗り込んで対決する事になる。手にしたラッパ銃はトゲ鉄球や行動異常を引き起こす煙を発射するほか、コングたちを吸い込んで叩き飛ばす。ほかにも姿を消して移動したりワープする能力も持つ。トゲのない鉄球を吸い込み中の銃口に投げ込んでラッパ銃を暴発させることができる。死んだふりを行うが、その際にDKバレルが出現する。
SFC版の戦艦デビルクルールでの決戦は、最終的に自力で拘束を破ったドンキーコングに殴り飛ばされ、島から海へ落下しサメに襲われるも生存する。GBA版では自動操縦で飛行されたデビルクルールに取り残されたディディーたちは助けに来たファンキーの飛行機に乗りこんだ。キャプテンクルールはロストワールドの中央にある王宮に辿り付き、そこで最後の戦いを仕掛ける。耐久力は非常に低く1回鉄球を投げ込めば倒せるが、コングたちが反撃できるまでが非常に長い。ディディーとディクシーが鉄球を投げるとラッパ銃が暴発、キャプテンクルールはロストワールドの中心にあるエネルギー炉に落ち、エネルギー炉が壊れクレムリン島が崩壊する。だがエンディングでエネルギー炉から脱出しイカダに乗って海の彼方に消えて幕を閉じるが、GBA版では飛行機に乗ったファンキーが爆弾投下で止めを刺す。

## アイテム

### コイン
バナナコイン
バナナの絵が描かれている、コングたちが使用している通貨。コングファミリーの助けを得るにはこれが必要。入手した枚数はセーブされない。
クレムコイン
キャプテンクルールの絵が描かれている。通常ワールドのボーナスステージをクリアしたりボスを倒すと手に入る。全部で75枚あり、15枚集めてクラッバに渡すとロストワールドのコースが1つ解禁される。
DKコイン
一種のやりこみ要素であり、円の中に「DK」の文字がはめ込まれたコイン。各コースに1枚ずつあり、入手したコース名にはDKマークが付く。全部で40枚（GBA版では68枚）あり、ワールド7までの攻略を1度終えないと全て手に入らない。ゴールターゲットの景品になっているコースも存在する。ロストワールドではボーナスステージの景品になっている。クランキーが隠したヒーローを目指すためのコインであり、マリオやヨッシー、リンクも集めている。
ハネコイン
GBA版に登場。集めると、エクスプレッソをパワーアップできる。

### タル
それぞれの名称はSFC版に準拠。
投げつけるタイプ
地面に設置されており、持ち上げて投げることで敵を攻撃することができる。
普通のタル
何の変哲もない普通のタル。投げて攻撃する。地面を転がり障害物にぶつかるか見失うまで軌道上の敵を倒す。敵が使ってきた場合、踏んで破壊できるが激突するとダメージを受ける。
木箱
普通のタルと同様に使えるが、転がらず敵や地形に当てるとその場で壊れる。敵が使ってきた場合、踏んで破壊できるが激突するとダメージを受ける。
宝箱
木で出来た宝箱。「開ける」のではなく、タルや木箱のように「投げて壊す」。中にアイテムが入っており、攻撃に使え壊すには敵に当てる必要がある。敵が使ってきた場合、激突してもダメージは受けないが弾かれる。
DKバレル
普通のタルと同様に使えるが、転がらず敵や地形に当てるとその場で壊れる。パートナーがいないときに壊すと中から出て来る。また後述のSFC版の本作以降の「触れるタイプ」は既にパートナーがいる場合は空中に浮かんでいるタイプに接触しても壊れなくなった。
TNTバレル
普通のタルと同じように使えるが、転がらず敵や地形に当てるとその場で壊れる。壊すと爆風が広がり周囲の敵を巻き込める。
触れるタイプ
主に空中に設置されており、持ったり投げたりできず触れるとその場で壊れ、なんらかの効果が出る。
コンティニューバレル
「☆」マークがたくさん描かれている。ミスした場合に壊した場所からスタートできる。
無敵バレル
「!」マークが描かれてある。一定時間無敵になる。
クロコバレル
ワニの絵が描かれてある。触れても壊れず、一定時間クロコヘッドが現れる。クロコヘッド出現中はマークが点滅する。
オープンバレル
「✓」マークが描かれてある。ローラーコースターのコースにある次のゲートを開けて進めるようにする。
クローズバレル
「×」マークが描かれてある。ローラーコースターのコースにある次のゲートを閉じる。
プラスバレル
「+」マークが描かれてある。ローラーコースターのコースにあり、時間制限がある場合は残り時間を増やし、時間制限がない場合やボーナスステージの場合はコースターの進行方向を逆転させるほか、一定時間スピードと激突力が上がり、敵の乗ったコースターを体当たりで吹っ飛ばせる。
マイナスバレル
「−」マークが描かれてある。ローラーコースターのコースにあり、時間制限を減らす。
オン・オフバレル
『ドンキーコングランド』のみに登場。電球マークが描かれている。触れても壊れず、一定時間コース内が明るくなる。照明点灯中はマークが点滅する。

#### タル大砲
コング自身が中に入って撃ち出される、人間大砲のような仕掛け
手動式
発射は任意で行う。無地で発射方向には白い塗装がされている。回転するタイプもあり、少しずつ止まりながら回転する物と、常時回転する物がある。無地にもかかわらず自動で発射されるタイプがあり、入るとゴール近くまでショートカットが可能。
自動式
爆発マークが書いてある。入ると一定の決まった方向に飛ばされる。発射された後、ほとんどのものは制御ができない。発射方向には白い塗装がされている。
矢印バレル
矢印が書いてある自動式大砲。入るとすぐにその方向へ発射される。
ローリングバレル
「↺」マークが描かれている手動式大砲。入った後は任意で発射方向を変えられる。入った後にマークが数字に変わるものはカウントダウンになっており、0になると自動的に発射される。
コントロールバレル
十字キーが描かれている手動式大砲。入った後はタル大砲ごと移動できる。入った後にマークが数字に変わるものはカウントダウンになっており、0になると自動的に発射される。
ディディー&ディクシーバレル
ペイントされているキャラしか入れない大砲。チームアップの場合は投げられたキャラで入れるかどうかを判定。場所によって手動式・自動式が異なる。
ボーナスバレル
「B」の文字が書かれている。入るとボーナスステージに行くことができる。
アニマルバレル
入り方は他のタル大砲と同じだが、遠くに発射されたり別マップに飛ばされることはなく、その場でタルに描いてある絵と同じアニマルフレンドに変身できる。アニマル禁止サインまで到達すると元に戻れる。
黄金のタル
クラッバの見張り小屋にある。入るとロストワールドにワープする。

### その他
集めるタイプ
バナナ
コース内に落ちており、場合によっては道案内を兼ねる。100本で1UP。束になっているものは原則的に10本セット。
K・O・N・G パネル
1コース内で全て集めると1UP。
ライフバルーン
取ると残機数が増える（赤=+1、緑=+2、青=+3）。作ではディディーの顔が描かれている。
星
ボーナスステージで登場。規定数取ればクレムコインやDKコインが手に入る。
カメラ
GBA版に登場。見つけ出すとスクラップブックに写真が追加される。敵を倒すことで手に入るものもある。写真の場所はリンクリーがヒントを教えてくれる。
仕掛けタイプ
大砲のタマ
鉄球。普通のタルと同じように使えるが、転がらず何回敵に当てても壊れない。専用の大砲にこれを入れると、大砲に入ることでボーナスステージに行ける。敵が使ってきた場合は触れるとダメージを受ける。
大砲
大砲のタマを入れると緑色に点滅し、この時に入るとボーナスステージに行ける。
アニマルコンテナ
アニマルフレンドが中にいる箱。踏みつけなどで攻撃すると壊すことができ、箱の絵に描いてあったアニマルフレンドに乗ることができる。既にアニマルフレンドに乗った状態で壊すとダメージを受けることがある。
アニマル禁止サイン
動物の絵と禁止マークが書かれた立て看板。ここを通過すると看板の絵と同じアニマルフレンドが消滅し、変身していた場合は解除される。代わりに看板の場所ごとに決められたアイテムが出現する。
ゴールターゲット
ボス以外の各コースの最後にある的。これを踏むとクリア。この時一定以上の高さから飛び降りたり、何らかの形で勢いをつけて踏んだ場合は、隣で回転しているドラムに表示されたアイテムが貰える。
フック
空中に浮いている。ジャンプして掴まることが可能で、ここからさらにジャンプ可能。谷越えなどの際に足場として使う。
ハチミツ
触れると張り付いて、ジャンプ以外の行動ができなくなる。これを利用して壁を登る必要もある。壁のハチミツに張り付いてからジャンプした場合、1度地面に降りるまで、ディクシーのポニーテールスピンができなくなる。チームアップ状態か、アニマルフレンドに乗っていれば張り付かずに歩くことができる。
おばけロープ
「おばけロープのもり」にのみ登場。お化けの顔がある白いロープ。一定の間隔で、出現と消滅を繰り返す。
タイヤ
「タイヤジャングル」にのみ登場。上に乗ると大ジャンプが可能な、自ら転がっている巨大なタイヤ。上から落ちてきたりもする。壁に当たるまで同じ方向に転がり続け、壁に当たると進行方向が反転する。トゲの上も難なく進む。触れても問題はないが、地面や壁との間に挟まれるとダメージを受ける。
ゲート
コースターステージに登場。無地のゲートは激突するとコングが1匹振り落とされるもので、オープン/クローズバレルで開閉する。骸骨の描かれたゲートは通過可能だが、次のゲートまで時間制限が付き、途中で時間切れになるとダメージを受ける。

### 乗り物

#### コース内で登場する乗り物
熱気球
最初から膨らんでいる。上に乗って左右の移動で動く。徐々に落ちていくが、蒸気に乗れば蒸気が上がっている高さまで上昇できる。
ローラーコースター
ドクロの形をした乗り物。遊園地やお化け屋敷のコースにある。ジンガー以外の敵ならば踏める。コースターごとジャンプするタイプと、コースターの上でキャラクターだけがジャンプするタイプがある。

#### ファンキーコングのレンタル
ファンキーバレル
今作ではプロペラ式の飛行機にタルをはめ込んだデザインをしている。
ヘリコプター
GBA版で登場する乗り物。大型で物を運んだり何匹ものコングを乗せられる。

## ステージ構成
冒険の舞台はクレムリン島。コースの順番やワールド・コース名はSFC版を基本とする。カッコ内はおおまかなステージ区分（風景）である。また、ボスの詳細は上記を参照。

### ワールド1 「かいぞく船 バッドクルール」
バッドクルール号を1周するようにコースが配置されている。船全体がワールドの舞台となっているので、甲板から船上部のマスト、更には船底を進んだりする。
1-1「パイレーツ パニック」（船）
最初のコース。スタート地点から少し進むと部屋の入口があり、その中には1UPバルーンとキャプテン・クルールからの脅迫状が置いてある。落とし穴がなく簡単ながらも色々な仕掛けがあり、大半の技を練習できる構造になっている。後半ではランビに出会える。
1-2「メインマスト クライシス」（マスト）
雲が漂う晴天の中、船のマストの下から上へと登っていく。マストを構成するロープを移動手段に使うため、ロープアクションの基本を練習できる構造になっている。
1-3「アスレチック デッキ」（船）
谷底が多いため、フックの仕掛けが多く登場する。先に進むにつれて日が沈んでいく。
1-4「船ぞこダイビング」（船底）
本作初の水中コース。途中でエンガードを仲間にできるほか、前作にはない「水位変化」が初登場し、コース内の進行具合に応じて地上と水中の範囲が変化する。
1-5「ラトリーとうじょう」（マスト）
1-2とは逆に雨のマストが舞台。スタート直後のアニマルコンテナにはラトリーがおり、乗っていればコースの仕掛けに頼らなくても登れるようになっている。後半はジンガーが大量にいるロープを登っていく。
1-ボス「たいせん! ボス・ゾッキー」（マスト）

### ワールド2 「マグマのどうくつ クロコドーム」
活火山を登っていく。途中には船も放置されている。鉱山コースも複数あり、採掘場のような様相も見せる。このワールドから、コングファミリーの施設に類する「クラッバの見張り小屋」が登場する。GB版ではクレムクエイとマップが同じなのでクラッバは登場しない。
2-1「ようがんクロコジャンプ」（溶岩）
灼熱の溶岩地帯を進んでいく。距離が長い溶岩では2種類のクロコヘッドを足場代わりにして渡っていくことになる。後半にスクイッターが初登場する。
2-2「タルタルこうざん」（鉱山）
青白く輝く鉱石の鉱山を、タル大砲を使って上へ上へと登っていく。
2-3「しゃくねつダイビング」（船底）
触れるとダメージを受ける熱湯が満たされた船底を、クラッパーの氷で冷ましながら進んでいく。冷却は一定時間のみ有効。
2-4「ねっききゅうライド」（溶岩）
熱気球に乗り、溶岩の海を越える。熱気球は蒸気がないと徐々に降下していく。途中にランビが登場するが、ランビのまま熱気球に乗ることも可能。
2-5「スコークスこうざん」（鉱山）
黄金色に輝く鉱石の鉱山を登る。前半は「タルタルこうざん」と同じようにタル大砲で上に登るが、オート発射ではなくマニュアル発射であるのが特徴。後半はスコークスが登場し空中操作のコースとなる。
2-ボス「げきとつ! ボス・クリーバー」（溶岩）

### ワールド3 「船のはかば クレムクエイ」
広大な沼地の中央に真っ二つに割れた廃船がある。SFC版ではこのワールドのみマップが横スクロールとなっている。
3-1「かいてんタルさんばし」（沼）
制限時間のあるローリングバレルで沼を渡っていく。位置と発射方向次第では、徒歩で渡れない地形に行くことも可能。途中でランビにも出会え、DKコインを入手するにはランビを禁止サインまで連れて行く必要がある。
3-2「くらやみダイビング」（船底・船）
暗い船底の水中を、グリマーの光で照らしながら進んでいく。全コース中でもトップクラスの数の隠し通路があり、こちらに向かって突進してくるピンク色のシュリが初登場する。唯一水位変化が無い水中ステージで、船エリアはゴール付近のみ。
3-3「どろどろクロコジャンプ」（沼）
足場のほとんど無い沼を渡る。前半は沼地に立っているガマをロープ代わりに掴まり進んでいく。後半は2-1と同じくクロコヘッドを足場代わりにして進んでいくが、クロコバレルがないと出現しないタイプが多い。
3-4「ラトリーに大へんしん」（船）
アニマル変身バレルが初登場。その名の通り、スタート直後からゴール手前までラトリーに変身して進む。横スクロールながら、ラトリーの大ジャンプを駆使して進むことを想定した地形になっている。このワールドの「船」地形では、ワールド1とは異なるBGMが使用されている。
3-5「しずむナンパ船」（マスト）
徐々に水没していく夜の船のマストを登っていく。水の中には無敵のスナップジョーが待ち構えている。
3-6「とげとげタルめいろ」（茨）
触れるとダメージを受ける巨大な茨で構成された迷路を、いくつものタル大砲で抜けていく。途中にスコークスもいる。
3-ボス「げきしん! ボス・グラッバ」（沼）

### ワールド4 「はちみつパーク クレムランド」
題名どおり、遊園地内に設けられたコース2-4と、敷地外にある蜂の巣や荒地が広がるコース1・5・6・ボスに分かれている。
4-1「ハニー アドベンチャー」（蜂の巣）
地形の至るところに蜂蜜が仕掛けられており、足を取られると厄介だが、壁の蜂蜜は上に登るため必要になる。途中に登場するスクイッターは蜂蜜の影響を受けない。
4-2「どくろコースター」（遊園地）
本作初のコースターが登場。ジャンプはコングのみが行い、複数のコースターを乗り継いで進む。無数のゲートが待ち構え、激突すると振り落とされるため、オープンバレルで開けながら進む。
4-3「スコークス ライド」（茨）
スコークスを乗り継ぎながら夜の茨の迷路を進んでいく。中盤の隠し通路にはスクイッターの変身バレルもある。
4-4「コースター レース」（遊園地）
9匹いるクランクたちとレース勝負を行う。ジャンプはコースターごと行い、本作では敵のコースターを踏むことができる。このコースでは十字ボタンの左右でスピード調整が可能で、クランクを追い越すか倒しながら進むことになる。
4-5「ドロドロみどろがぬま」（沼）
非常に足場が少ない沼地を渡る。フリッターやゾッキーなどの敵に加え、キャノンが発射してくるタルなども利用する必要がある。DKコインがゴールターゲットの景品となっている。
4-6「ランビといっしょ」（蜂の巣）
前半4-1と同様に床や壁に仕掛けられた蜂蜜を駆使して進み、コース後半でランビに変身するが、途中からボスのキングBが後ろから追ってくる。ランビでは返り討ちにあうため、ゴールまで逃げることになる。
4-ボス「たいけつ! ボス・キングB」（蜂の巣）

### ワールド5 「あやしの森 ダークレム」
全体に亘って不気味な森が広がる。森エリアはいずれも独特のムードを持っている。
5-1「おばけロープのもり」（森）
消えたり現れたりするおばけロープを使い、木漏れ日の差す森の谷を越えていく。DKコインが足場の下に隠れているため見つけにくい。
5-2「ゴーストコースター」（屋敷）
屋敷の中をコースターに乗って進む。ジャンプは4-4と同様にコースターごと行う。2つのゲート間をカックルが追って来るため、制限時間が設定される。プラス/マイナスバレルで時間が増減する。
5-3「かぜのもり」（森）
一定の間隔で横方向に強風が吹き荒れる。この風を利用して谷底を越える場所もある。序盤でラトリーに出会える。後半は風の方向が頻繁に変化し、フックやタル大砲も使って谷底を越えていくことになる。
5-4「パラシュート パニック」（蜂の巣）
コークスに掴まりジンガーの群れの中を降りていく。ディクシーのポニーテールスピンを利用すればコークスを使わなくてもクリア可能である。
5-5「きりのもり」（森）
霧が立ち込めており視界が悪い森を進む。中盤からスクイッターに変身し、足場のほとんど無い谷越えをする。ここのボーナスステージの入口はキャノンの放つ大砲のタマで壁に穴を開けるという特殊な方式となっている。DKコインはゴールターゲットの景品となっている。
5-ボス「ふっかつ!おばけボス・ゾッキー」（マスト）

### ワールド6 「山頂のとりで クロコブルグ」
クレムリン島の頂上にある砦。その周囲に、堀や氷が張り巡らされている。SFC版には、このワールドにはボスがいない。マップが縦スクロール画面となる。クラッバの見張り小屋はこのワールドで最後となる。
6-1「こごえる地下すいろ」（氷）
エンガードに変身して水中や地上を進んでいく。
6-2（GBA版 6-4）「かぜのこうざん」（鉱山）
エメラルド色に輝く鉱石の鉱山が舞台。2-2や2-5と違いタル大砲はほとんどなく、代わりに頻繁に風が発生するが、横方向ではなく上昇気流になっているため、この上昇気流を利用して上に登る形になっている。上昇気流が後戻りを不可能にさせている。
6-3（GBA版 6-2）「クラッシュ エレベーター」（塔）
下から足場が巨大なエレベーターとして自動的にせり上がってくる。エレベーターは基本的にノンストップのため、実質的に強制スクロールに近い構造であり、天井に挟まれるとダメージを受ける。ランビとスコークスのアニマルバレルが隠されている。
6-4（GBA版 6-3）「こおりのみずうみ」（氷）
中盤にエンガードを使用した水中エリアがある以外は、スナップジョーが登場するため、クラッパーに水を凍らせて進むことになる。クラッパーの冷却効果は一定時間のみ。
6-5「クサリのとう」（塔）
無数のクサリをロープのように使い上によじ登っていく。
6-6「どくどくタワー」（塔）
緑の毒水が下から少しずつコースを浸食する。2-3の熱湯と同じように水に触れるとダメージを受ける。ラトリー・スコークス・スクイッターの順に変身してひたすら上へ上へと逃げる。
6-ボス「さいかい! ドンキーコング」（塔）
捕らわれているドンキーをついに発見。SFC版ではその場でクリアとなり、クレムコインも手に入るが、助ける間もなくドンキーは連れ去られてしまう。2回目以降に訪れても何も起こらず、BGMも他の塔コースと同じになり、画面右の出口に入ればクリアとなる。
後述のGBA版では内容が大きく異なり、ボス「ケロゾーン」との対決になりドンキーは出てこない。

### ワールド7 「空とぶせんかん デビルクルール」
クロコブルグ頂上およびキャプテンクルールの戦艦が舞台。リンクリーの学校では初回のセーブでもバナナコインが1枚必要となる。通常のコースは「スクリーチレース」1つのみで、クリアできればキャプテンクルールとの直接対決が待っている。
7-1「スクリーチレース」（茨）
夕暮れの茨が舞台。前半は敵をかわしながらロープなどを使って進み、後半はスコークスに変身した後にスクリーチとの空中レース対決となる。レースが始まるとBGMが変わる。コースのラストにはゴールテープ代わりにバナナが並んでおり、ここを早く通過した方の勝ち（スクリーチに先にゴールされるとその時点でミスになる）。
7-ボス「けっせん! キャプテン クルール」（戦艦）

### ワールド8 「ロストワールド」
忘れられた世界。ワールド2 - 6にあるクラッバの見張り小屋から来られるが、1か所の小屋から行けるコースは1つだけ。前述の通り、各ワールド毎にクレムコイン15枚をクラッバに支払うことでこのワールドに進める。コース攻略の順番は自由であり、他のワールド攻略中に寄り道をする形で攻略を進めることもできる。5つのコース全てをクリアするとボスステージが出現する。クリアすると真のエンディングとなる。中央には現実離れした不思議な色のガスが噴き出る火山のようなエネルギー炉がそびえ立つ。。
8-1「タイヤ ジャングル」（ジャングル）
クロコドーム経由で入る。至るところで巨大なタイヤが転がってくる。タイヤを踏むと高く飛び上がるが、地形と挟まれればダメージを受ける。
8-2「アイスドーム タンゴ」（氷）
クレムクエイ経由で入る。大量のジンガーがいる氷の洞窟を下っていく。氷地形の中では唯一地上のみで構成されている。
8-3「クロコ ジャングル」（ジャングル）
クレムランド経由で入る。前半は大量のクロバーが待ち構え、後半は無数のジンガーが行く手を阻むトゲだらけの谷をローリングバレルの乗り継ぎで進む。
8-4「ホットドーム タイザー」（溶岩）
ダークレム経由で入る。コントロールバレルを使って、タル大砲ごと移動しながら溶岩の海を越えていく。このコースでは床の色が他の溶岩地形とは異なっている。
8-5「アニマルランド」（ジャングル⇒氷⇒ジャングル⇒茨⇒ジャングル）
クロコブルグ経由で入る。5つに分かれたエリアをランビ、エンガード、スクイッター、スコークス、ラトリーの順に変身しながら進んで行く。特にスコークスのエリアは、ダメージを受ける茨に囲まれながらも、強風が左右に向きを変えながら吹き荒れるため、地形のダメージを非常に受けやすい。
8-ボス「ふたたび! キャプテン クルール」（王宮）

### コースの特徴とBGM
今作は前作よりコースのスケールが大きくなり、特に地上でも上下に進むコースが多くなっている。また今作では全てのコースBGMをデビッド・ワイズが手掛けている。
Klomps Romp（船A）
ワールド1に登場。甲板の上を進んでいくため平坦な地形が多い。背景には武器やタルなど様々なものが積まれている。壊れかけている船のためか、一部の甲板が割れている。
Jib Jig（マスト）
ワールド1・3に登場。マストの上で足場が非常に少ない。主にロープや帆を伝って上を目指す。船の中で上部に位置するマスト部だけあってBGMには風が吹く音が入れこまれている。
Lockjaw's Saga（船底）
ワールド1 - 3に登場する事実上の水中コース。多量の木製のコンテナやタルが積み重ねられており地形を作っている。背景が暗かったり水中が熱湯になっていたりするコースもある。
Kannon's Klanking（鉱山）
ワールド2・6に登場。背景には、コースによって色が異なる多数の鉱石が輝き採掘道具が多数置かれている。縦スクロールのため上を目指して登る。
Hot-head Bop（溶岩）
ワールド2・8に登場。足場は主に溶岩石。溶岩に入るとミスになる。コースによっては高温の溶岩から蒸気が噴き出している。曲名のbopとはジャズの一種（→ビバップ）である。
Bayou Boogie（沼）
ワールド3・4に登場。湿地帯に敷かれた桟橋を進んでいく。ガマをロープ代わりにして掴まることもできる。沼に嵌るとミスとなる。背景には船の瓦礫などが沢山絡みついたりしている。
Snakey Chanty（船B）
ワールド3に登場。真っ二つに壊れた船のため、足場は少なくなっている。前作のラストボス戦のアレンジ曲で、“Sea Chanty”で「船乗りの唄」という意味がある。
Stickerbush Symphony（茨）
ワールド3・4・7・8に登場。地形のほとんどは茨であり、安全な足場はわずかな板のみ。そのためタル大砲やスコークスを使って進むことが多い。コースによって茨の色が異なり、「アニマルランド」では背景の茨が無い。また茨ではないコースのボーナスステージによく使われている。このコースのBGMは『大乱闘スマッシュブラザーズX』にアレンジ版が収録された。
Flight of the Zinger（蜂の巣）
ワールド4・5に登場。ジンガーが非常に多く至る所に蜜が塗られており、コース全体が迷路状になっている。
Disco Train（遊園地）
ワールド4に登場。どくろ型のコースターに乗ってゴールを目指す。いずれもクランクが登場する。背景には多数のアトラクションがあり、頻繁に花火が打ち上がる。
Haunted Chase（屋敷）
ワールド5に登場。遊園地と同じどくろ型のコースターが登場する。屋敷の内部で背景には本棚が見える。
Forest Interlude（森）
ワールド5に登場。太陽の光を遮るほどの暗い森が舞台となっており、風が吹き荒れる地帯や濃霧が立ち込める場所もある。奇妙な形の植物が多数生息している。
In a Snow-bound Land（氷）
ワールド6・8に登場。氷の洞窟のため足場が滑るほか、水中部分も多い。
Krook's March（塔）
ワールド6に登場。暗がりの塔を上に移動する。地形に巨大なエレベーターなど大掛かりな仕掛けがされているコースが多く、上へ登っていく構造である。塔内部の壁には火が灯してあったり鎖が打ちつけられている。
Primal Rave（ジャングル）
ワールド8に登場。密林のような深い森で、遺跡のような人工構造物などが見られる。足場が少なくトゲの床が設置されている場所もある。なお、曲名のjangleは「騒がしい音」という意味でありjungle（密林）と掛けている。

## 移植版
| No. | タイトル | 発売日                                                    | 対応機種               | 開発元 | 発売元 | メディア                                      | 型式                                   | 備考                       | 出典          |
| --- | --- | --------------------------------------------------------- | ---------------------- | ------ | ------ | --------------------------------------------- | -------------------------------------- | -------------------------- | ------------- |
| 1   | スーパードンキーコング2 ディクシー&ディディー                                                               | 1997年9月30日                                             | スーパーファミコン     | レア   | 任天堂 | フラッシュロムカセット （ニンテンドウパワー） | -                                      |                            |               |
| 2   | Donkey Kong Country 2: Diddy's Kong Quest スーパードンキーコング2 Donkey Kong Country 2: Diddy's Kong Quest | 2004年6月25日 2004年7月1日 2004年11月15日                 | ゲームボーイアドバンス | レア   | 任天堂 | 64メガビットロムカセット                      | AGB-B2DP-EUR AGB-B2DJ-JPN AGB-B2DE-USA | 売上本数 約10万本 102万本  | [ 10 ]        |
| 3   | スーパードンキーコング2 ディクシー&ディディー                                                               | 2007年5月16日 2007年5月21日 2007年10月23日 2008年11月25日 | Wii                    | レア   | 任天堂 | ダウンロード （バーチャルコンソール）         | -                                      | スーパーファミコン版の移植 | [ 11 ]        |
| 4   | スーパードンキーコング2 ディクシー&ディディー                                                               | 2014年10月23日 2014年11月26日 2015年2月26日               | Wii U                  | レア   | 任天堂 | ダウンロード （バーチャルコンソール）         | -                                      | スーパーファミコン版の移植 | [ 12 ]        |
| 5   | スーパードンキーコング2 ディクシー&ディディー                                                               | 2016年3月24日 2016年4月6日 2016年4月14日                  | Newニンテンドー3DS     | レア   | 任天堂 | ダウンロード （バーチャルコンソール）         | -                                      | スーパーファミコン版の移植 | [ 13 ] [ 14 ] |
| 6   | スーパーファミコン Nintendo Classics                                                                        | 2020年9月23日                                             | Nintendo Switch        | 任天堂 | 任天堂 | ダウンロード                                  | -                                      | スーパーファミコン版の移植 | [ 15 ] [ 16 ] |

ゲームボーイアドバンス版
GBAで発売。SFC版以来8年半ぶり（約9年ぶり）にリメイクで、ストーリー自体に変更は無い。
SFC版との違い
- ステージ、ボス戦以外のグラフィックが刷新された。
- BGMやキャラクターボイスや効果音が変更されている。
- ステージ名やメッセージに漢字が一切使用されなくなった。
- ゲーム再起動時は、最後にセーブした際の残機とバナナコインが保持される。
- 「エクスプレッソのレース」、「バグキャッチャー」などのミニゲームが数種類追加された。
- ハネコイン、カメラといったアイテムが追加された。
- セーブがマップ→ポーズ画面でどこでも行えるようになり、バナナコインを消費しない。
- KONGパネルを揃えた後にコンティニューバレルから再開した場合、パネルが消えて取れなくなっている。
- ボス戦の初回勝利後にクランキーが現れ、2回目以降はバナナコイン10枚消費でタイムアタックモードになる。

## スタッフ
- ヘッド・プログラマー：クリス・サザーランド
- アイスタント・ヘッド・プログラマー：マーク・ウィルソン
- テクニカル・プログラマー：ブレンダン・ガン
- プログラマー：トレバー・アットウッド
- キャラクター、アニメーション：スティーヴ・メイレス
- オブジェクト、追加キャラクター、背景：マーク・スティーヴンソン
- 背景：クリス・ゲージ、ジョン・ナッシュ、エイドリアン・スミス
- グラフィック・マニピュレーション：クリス・ペイル
- 追加グラフィック・マニピュレーション：スティーヴン・ハースト
- 音楽、効果音：デビッド・ワイズ
- オーディオ・プログラマー：フィリップ・ワッティス
- マニュアル：ダニエル・オーセン（英語版）、Nintendo Power
- 物語設定：リー・ラブデー（英語版）
- スペシャル・サンクス：山内溥、荒川實、福田学、ハワード・リンカーン、スティーヴン・スタンパー、サイモン・ファーマー、ジョエル・ホッホバーグ、山城茂樹、山田裕之、田邊賢輔、はたけやままさと、L・アシュレイ、C・モイーズ、ヴェロニク・シャンタル
- ソフトウェア・システム：レア、任天堂ACM2、シリコングラフィックス
- ハードウェア・システム：レア、シリコングラフィックス
- オリジナル・ドンキーコング・クリエイター：宮本茂
- アシスタント・ゲーム・デザイナー：アンドリュー・コラード
- ゲーム・デザイン、プロデューサー：グレッグ・メイレス（英語版）
- エグゼクティブ・プロデューサー : ティム・スタンパー

## 評価
スーパーファミコン版
ゲーム誌『ファミ通』の「クロスレビュー」では、8・9・8・7の合計32点（満40点）でゴールド殿堂を獲得、レビュアーからは前作より難易度が低くなった点に関して肯定的な意見が多く挙げられ、サワディ・ノダは「前回よりバランス調整が取れている」、水ピンは「つぎつぎ現れる仕掛け見たさに挑戦したくなる」、イザベラ永野は「マップ構成が相変わらず難解だけど、探りがいがある」とそれぞれコメントした。また、グラフィックに関しては前作と比較して光沢が薄れたという意見があったものの全レビュアーが称賛の声を挙げた他、水ピンはボーナスステージの多さ故に「ひとつのステージを通して遊んでる気がしない」と苦言を呈した。
ゲーム誌『ファミリーコンピュータMagazine』の読者投票による「ゲーム通信簿」での評価は以下の通り、23.9点（満30点）となっている。
| 項目 | キャラクタ | 音楽 | お買得度 | 操作性 | 熱中度 | オリジナリティ | 総合 |
| 得点 | 4.4        | 4.0  | 3.7      | 3.9    | 4.0    | 3.9            | 23.9 |
ゲームボーイアドバンス版
ゲーム誌『ファミ通』の「クロスレビュー」では合計28点（満40点）となった。

## ドンキーコングランド
『ドンキーコングランド』（DONKEY KONG LAND）は、SFC版の世界観を元にGB用に作り直した作品。コースは、ボスも含めて全て新しく設計し直されたが、オリジナル色の強かった前作『スーパードンキーコングGB』や次作『ドンキーコングGB ディンキーコング&ディクシーコング』と比較すると、マップ・コース配列・内容・物語が極力『スーパードンキーコング2』のイメージに近づけてある。なお、本作の日本国外タイトルは『Donkey Kong Land 2』で、『Donkey Kong Land』は日本における『スーパードンキーコングGB』に該当する。
なお、カートリッジの色は前作同様に黄色（バナナカラー）である。

### コース
冒険の舞台は「クロコダイル島」となっている。
ワールド1「かいぞくせん バッドクルール」
1-1「パイレーツパニック」（船）
1-2「メインマストクライシス」（マスト）
1-3「アスレチックデッキ」（船）
1-4「ふなぞこダイビング」（船底）
1-5「ラトリーとうじょう」（マスト）
1-6「たいせん!ボス・ゾッキー」（マスト）
ワールド2「マグマのどうくつ クロコドーム」
クレムクエイのコースのほとんどはこのワールドに統合されている。
2-1「ようがんクロコジャンプ」（溶岩）
2-2「タルタルこうざん」（鉱山）
2-3「しゃくねつダイビング」（船底）
2-4「ねつききゅうライド」（溶岩）
2-5「スコークスこうざん」（鉱山）
2-6「かいてんタルさんばし」（沼）
2-7「くらやみダイビング」（船底）
「オン・オフバレル」が登場しそれを使って照明をつける。
2-8「クロコヘッドクライマー」（沼）
2-9「ラトリーにだいへんしん」（船）
2-10「しずむ なんぱせん」（マスト）
2-11「げきとつ!ボス・クリーバー」（溶岩）
クリーバーから逃げる方法がクロコジャンプになった。大砲の弾を真上に発射してダメージを与える仕掛けが登場。
ワールド3「はちみつパーク クレムランド」
3-1「ハニーアドベンチャー」（巣）
3-2「どくろコースター」（遊園地）
3-3「とげとげタルめいろ」（茨）
3-4「コースターレース」（遊園地）
クランクが5匹に減っている。
3-5「スコークスライド」（茨）
3-6「ドロドロみどろがぬま」（沼）
3-7「ランビといっしょ」（巣）
3-8「たいけつ!ボス・キングB」（巣）
ジンガーを次々に生み出すようになった。
ワールド4「あやしの森 ダークレム」
4-1「おばけロープの森」（森）
4-2「クレイジーコースター」（遊園地）
4-3「かぜの森」（森）
4-4「パラシュートパニック」（巣）
4-5「きりの森」（森）
4-6「ふっかつ!おばけボス・ゾッキー」（マスト）
ワールド5「さんちょうのとりで クロコブルグ」
5-1「こごえる ちかすいろ」（氷）
5-2「かぜのこうざん」（鉱山）
5-3「ダンジョン・デンジャー」（塔）
5-4「こおりのみずうみ」（氷）
5-5「クサリのとう」（塔）
5-6「どくどくタワー」（塔）
5-7「さいかい!ドンキーコング」（塔）
ワールド6「空とぶせんかん デビルクルール」
6-1「スクリーンレース」（茨）
6-2「けっせん!キャプテンクルール」（塔）
ワールド7「ロストワールド」
クラッバの見張り小屋はワールドマップに1つだけ。ここで全てのクレムコインを1度に渡す。ロストワールド内部は1つのマップにまとめられている。
7-1「タイヤ ジャングル」（ジャングル）
7-2「アイスドームタンゴ」（氷）
7-3「ホットドームタイザー」（溶岩）
7-4「クロバーおおあばれ」（ジャングル）
7-5「アニマルライド」（ジャングル）
7-6「ふたたび!キャプテンクルール」（溶岩）

### 変更点
スーパードンキーコング2との比較
- 達成率は最大で100%まで。
- アニマルフレンドのグリマーが登場しない。代わりに「オン・オフバレル」が登場。
- リンクリーはセーブだけを受け持つようになった。ただし初回が無料であること以外はバナナコインが2枚必要。
- SFC版に存在したワールド「船のはかば クレムクエイ」が存在しなくなり、その内にあるコースのほとんどが「マグマのどうくつ クロコドーム」に統合された。
- ディディー・ディクシーは単独で行動してセレクトボタンで交代し、チームアップは使えなくなった。
- 画面構成は前作『スーパードンキーコングGB』を基本としており、残機数はハートマークで常に表示されている。
- 高いところから落ちると下に足場があった場合でもスクロールが追いつかずに1ミスとなる場合がある。
- アニマルは、クラッパーを除く全てがアニマルバレルでの変身となる。
- スクイッターが吐き出す蜘蛛の巣は攻撃用のみだが、攻撃用の蜘蛛の巣をセレクトボタンで足場用に変えられる。ただし、一度に作れる足場は1つだけで、2つ目の足場を作ると古い足場は消え始める。
- ラトリーは落下したときの空中ジャンプはできるが二段ジャンプができなくなっている。
- ボスキャラクターを倒したときに手に入るクレムコインが、原則的にバナナコインになった。
- ロード時のスタート地点はワールドマップになっている。
- ロストワールドをクリアした場合のエンディングでも、キャスト紹介とスタッフクレジットが流れる。

スーパードンキーコングGBとの比較
- コース名が画面に表示されるようになった。
- 達成率に関係する「！マーク」などの表示場所はコース名の表記に併記されるようになった。
- マップ上のコース入口のアイコン変更。クレムリンの顔や最初にクリアしたコングの顔で表示。
- 操作性が向上し、ダッシュ力やジャンプ力が上がっている。
- 表示できる残機数の限度が18までとなった。また片方のコングがいるかどうかが右下に表示されるようになった。アニマルフレンドに変身すると、コングのマークがアニマルフレンドのマークに変わる。
- 中間ポイントの変更。コンティニューポイントではなくコンティニューバレルになっている。
- KONGパネルの役割変更。コースクリア時のセーブではなく1UPになった。
- マップ上のルート分岐が無く、それぞれのワールドをクリアする際には全てのコースを攻略する必要がある。

### 移植版
| No. | タイトル                            | 発売日         | 対応機種        | 開発元 | 発売元 | メディア                                    | 型式 | 売上本数 | 備考 |
| --- | ----------------------------------- | -------------- | --------------- | ------ | ------ | ------------------------------------------- | ---- | -------- | ---- |
| 1   | ドンキーコングランド                | 2000年3月1日   | ゲームボーイ    | レア   | 任天堂 | フラッシュロムカセット (ニンテンドウパワー) | -    | -        |      |
| 2   | ドンキーコングランド                | 2014年4月16日  | ニンテンドー3DS | レア   | 任天堂 | ダウンロード (バーチャルコンソール)         | -    | -        |      |
| 3   | ゲームボーイ Nintendo Switch Online | 2024年11月26日 | Nintendo Switch | 任天堂 | 任天堂 | ダウンロード                                | -    | -        |      |